# Michel Dubreuil
Pour les articles homonymes, voir Dubreuil.
Michel Dubreuil (né le 7 avril 1966 à La Garenne-Colombes) est un coureur cycliste français, actif dans les années 1980 et 1990.

## Biographie
Michel Dubreul a été licencié au SC Vigneux, à l'US Créteil, à l'AS Corbeil-Essonnes et au COM Argenteuil. Ancien membre de l'équipe de France, il a notamment remporté une étape du Tour de Grèce en 1988. Il est également devenu champion de France sur piste à plusieurs reprises. 

## Palmarès sur route
- 1981
  - Champion d'Île-de-France cadets
- 1988
  - Circuit de la Vallée de la Loire
  - 8e étape du Tour de Grèce
  - 7e étape du Tour du Hainaut occidental
  - 2e du Tour de Gironde
- 1989
  - 3e du Circuit de la Vallée de la Loire
- 1993
  - Grand Prix de Nogent-sur-Oise
  - 2e de Paris-Orléans
- 1994
  - Tour du Loiret :
    - Classement général
    - 1re étape
- 1995
  - 2e de Paris-Ézy
- 1996
  - Prix Daniel Fix
- 1998
  - Prix Daniel Fix[2]

## Palmarès sur piste

### Championnats nationaux
- 1984
  -  Champion de France de la course aux points juniors
- 1991
  -  Champion de France de demi-fond
- 1993
  -  Champion de France de l'américaine (avec Jean-Michel Monin)
- 1994
  -  Champion de France de l'américaine (avec Jean-Michel Monin)
  - 2e du championnat de France de demi-fond
- 1995
  - 2e du championnat de France de l'américaine
- 1996
  -  Champion de France de l'américaine (avec Serge Barbara)
  - 3e du championnat de France de demi-fond

### Autres compétitions
- 1992
  - Six Jours de Nouméa (avec Scott McGrory)
- 1996
  - Six Jours de Nouméa (avec Carlos Da Cruz)